# Estación de Sens
La estación de Sens es una estación ferroviaria francesa de la línea París - Marsella, situada en la comuna de Sens, en el departamento de Yonne, en la región de Borgoña. Por ella transitan trenes de alta velocidad y regionales.

## Historia
La estación fue inaugurada por el estado el 12 de agosto de 1849 y posteriormente cedido en 1852 a la compañía de ferrocarriles de París a Lyon. En 1857 se integró en la compañía de ferrocarriles de París a Lyon al Mediterráneo.
En 1938, la compañía fue absorbida por la recién creada SNCF. Desde 1997, explotación y titularidad se reparten entre la propia SNCF y la RFF.

## Situación ferroviaria
La estación se encuentra en la línea férrea París-Marsella (PK 112,627). Además pertenecía a los trazados de las siguientes líneas:
- Línea férrea Coolus-Sens. Este eje que buscaba unir Orleans con Chalons-sur-Champagne en un trazado transversal no acabó cumpliendo con las expectativas y fue cerrado al tráfico de viajeros en 1938 en gran parte de su trazado hasta ser cerrado totalmente. La mayor parte de sus vías han sido desmanteladas.
- Línea férrea Montargis-Sens. Este corto trazado de 62 kilómetros fue cerrado al tráfico de viajeros en 1939. Parte de su trazado ha sido desmantelado, la gran mayoría permanece inactiva y sólo un pequeño tramo se sigue empleado para el tráfico de mercancías.

## Descripción
Situada en un tramo de alta capacidad que sigue el cauce del río Yonne, esta estación se compone de dos andenes, dos laterales y uno central, al que acceden cuatro vías. 
Dispone de atención comercial durante toda la semana y de máquinas expendedoras de billetes. 

## Servicios ferroviarios

### Alta Velocidad
- Línea Melon - Marsella. Sólo fines de semana y periodos vacacionales.

### Regionales
Los TER Borgoña enlazan las siguientes ciudades:
- Línea París / Montereau - Laroche-Migennes.
- Línea París - Auxerre / Avallon.
- Línea París - Dijon.